# Olympische Winterspiele 1956/Teilnehmer (Island)
| Gelbes Symbol für Goldmedaillen mit stilisierten Olympischen Ringen | Graues Symbol für Silbermedaillen mit stilisierten Olympischen Ringen | Braundes Symbol für Bronzemedaillen mit stilisierten Olympischen Ringen |
| ------------------------------------------------------------------- | --------------------------------------------------------------------- | ----------------------------------------------------------------------- |
| —                                                                   | —                                                                     | —                                                                       |

Island nahm an den VII. Olympischen Winterspielen 1956 in der italienischen Gemeinde Cortina d’Ampezzo mit einer Delegation von sieben Athleten in zwei Disziplinen teil, davon sechs Männer und einer Frau.

## Teilnehmer nach Sportarten

### Ski Alpin
Männer
- Steinþór Jakobsson
Riesenslalom: disqualifiziert

- Einar Kristjánsson
Riesenslalom: 60. Platz (3:53,4 min)
Slalom: 37. Platz (4:18,6 min)

- Stefán Kristjánsson
Riesenslalom: 62. Platz (3:59,1 min)
Slalom: disqualifiziert

- Eysteinn Þórðarson
Riesenslalom: 56. Platz (3:49,4 min)
Slalom: 26. Platz (4:00,3 min)

Frauen
- Jakobína Jakobsdóttir
Abfahrt: 31. Platz (1:57,2 min)
Riesenslalom: 41. Platz (2:39,4 min)
Slalom: disqualifiziert

### Skilanglauf
Männer
- Jón Kristjánsson
15 km: 55. Platz (58:23 min)
30 km: 39. Platz (2:00:52 h)

- Oddur Pétursson
15 km: 61. Platz (1:02:36 h)
30 km: 48. Platz (2:10:16 h)